# Адміністративний устрій Амвросіївського району
Адміністративний устрій Амвросіївського району — адміністративно-територіальний поділ Амвросіївського району Донецької області на 1 міську, 3 селищні та 14 сільських рад, які об'єднують 77 населених пунктів та підпорядковані Амвросіївській районній раді. Адміністративний центр — місто Амвросіївка.

## Список радАмвросіївського району
| №  | Назва                                | Центр                   | Населені пункти | Площа км² | Місце за площею | Населення (2001), чол. | Місце за населенням |
| -- | ------------------------------------ | ----------------------- | --- | --------- | --------------- | ---------------------- | ------------------- |
| 1  | Амвросіївська міська рада            | м. Амвросіївка          | м. Амвросіївка |           |                 |                        |                     |
| 2  | Войковська селищна рада              | смт Войковський         | смт Войковський с-ще Обрізне |           |                 |                        |                     |
| 3  | Кутейниківська селищна рада          | смт Кутейникове         | смт Кутейникове |           |                 |                        |                     |
| 4  | Новоамвросіївська селищна рада       | смт Новоамвросіївське   | смт Новоамвросіївське |           |                 |                        |                     |
| 5  | Артемівська сільська рада            | с. Артемівка            | с. Артемівка с. Карпово-Надеждинка с. Красний Луч с-ще Кринички с-ще Овочеве с-ще Рубашкине                                                              |           |                 |                        |                     |
| 6  | Білоярівська сільська рада           | с. Білоярівка           | с. Білоярівка с-ще Житенко с-ще Нижньокринське с-ще Сергієве-Кринка                                                                                      |           |                 |                        |                     |
| 7  | Благодатнівська сільська рада        | с. Благодатне           | с. Благодатне с. Велике Мішкове с-ще Жукова Балка с-ще Котовського с. Мала Шишівка с. Новоклинівка с. Новопетрівське с-ще Родники с. Свистуни с. Сіятель |           |                 |                        |                     |
| 8  | Василівська сільська рада            | с. Василівка            | с. Василівка с. Кошарне с. Мокроєланчик с. Петропавлівка                                                                                                 |           |                 |                        |                     |
| 9  | Єлизавето-Миколаївська сільська рада | с. Єлизавето-Миколаївка | с. Єлизавето-Миколаївка с-ще Трепельне |           |                 |                        |                     |
| 10 | Зеленівська сільська рада            | с. Зелене               | с. Зелене с. Вербівка с. Садове с. Федорівка |           |                 |                        |                     |
| 11 | Кленівська сільська рада             | с-ще Кленівка           | с-ще Кленівка с-ще Дзеркальне с-ще Мережки с-ще Петренки с-ще Побєда с-ще Свободне                                                                       |           |                 |                        |                     |
| 12 | Лисиченська сільська рада            | с-ще Лисиче             | с-ще Лисиче с-ще Квашине с-ще Харківське |           |                 |                        |                     |
| 13 | Металістівська сільська рада         | с-ще Металіст           | с-ще Металіст с-ще Бондарівське |           |                 |                        |                     |
| 14 | Многопільська сільська рада          | с. Многопілля           | с. Многопілля с. Агрономічне с-ще Володарського с-ще Грабське с. Григорівка с-ще Кобзарі с. Полтавське с-ще Придорожнє с. Червоносільське                |           |                 |                        |                     |
| 15 | Новоіванівська сільська рада         | с. Новоіванівка         | с. Новоіванівка с. Киселівка с. Ленінське с. Новоєланчик с. Ольгинське с. Павлівське с-ще Улянівське                                                     |           |                 |                        |                     |
| 16 | Олексіївська сільська рада           | с. Олексіївське         | с. Олексіївське с. Григорівка с. Комишуваха с. Новопетрівське с. Новоукраїнське с. Семенівське                                                           |           |                 |                        |                     |
| 17 | Степано-Кринська сільська рада       | с. Степано-Кринка       | с. Степано-Кринка с. Покровка с. Русько-Орлівка |           |                 |                        |                     |
| 18 | Успенська сільська рада              | с. Успенка              | с. Успенка с-ще Виселки с. Калинове с-ще Катеринівка с. Манич с-ще Степне                                                                                |           |                 |                        |                     |

* Примітки: м. — місто, с-ще — селище, смт — селище міського типу, с. — село